# Ceropegia peulhorum
Ceropegia peulhorum är en oleanderväxtart som beskrevs av A. Chevalier. Ceropegia peulhorum ingår i släktet Ceropegia och familjen oleanderväxter. Inga underarter finns listade i Catalogue of Life.